# Danny Stewart
Pour les articles homonymes, voir Stewart.
Danny Stewart (né le 23 avril 1985 à Charlottetown, dans la province de l'Île-du-Prince-Édouard au Canada) est un joueur professionnel canadien de hockey sur glace.

## Carrière de joueur
Originaire de l'Île-du-Prince-Édouard, il joua donc son hockey junior dans la Ligue de hockey junior majeur du Québec. Il joua au total 5 saisons dans la ligue, dont quatre avec l'Océanic de Rimouski avec laquelle il joua au tournoi de la Coupe Memorial en 2005 avec Sidney Crosby comme coéquipier. Après sa dernière saison junior avec le Rocket de l'Île-du-Prince-Édouard, il devient joueur professionnel, évoluant pour deux équipes de la East Coast Hockey League en 2006-07. La saison suivant, il se joignit au Basingstoke Bison en Angleterre. Au milieu de la saison 2008-2009, il retourne jouer au Canada, avec le CRS Express de Saint-Georges dans la Ligue Nord-Américaine de Hockey.
Il a été un choix au repêchage des Canadiens de Montréal en 2003.

## Statistiques
| Saison    | Équipe                            | Ligue          |    | Saison régulière | Saison régulière | Saison régulière | Saison régulière | Saison régulière |   | Séries éliminatoires | Séries éliminatoires | Séries éliminatoires | Séries éliminatoires | Séries éliminatoires |
| Saison    | Équipe                            | Ligue          | PJ | B                | A                | Pts              | Pun              | PJ               | B | A                    | Pts                  | Pun                  |                      |                      |
| 2001-2002 | Océanic de Rimouski               | LHJMQ          | 63 | 9                | 6                | 15               | 71               | 4                | 0 | 0                    | 0                    | 0                    |                      |                      |
| 2002-2003 | Océanic de Rimouski               | LHJMQ          | 65 | 19               | 21               | 40               | 144              | -                | - | -                    | -                    | -                    |                      |                      |
| 2003-2004 | Océanic de Rimouski               | LHJMQ          | 69 | 25               | 42               | 67               | 80               | 9                | 3 | 1                    | 4                    | 6                    |                      |                      |
| 2004-2005 | Océanic de Rimouski               | LHJMQ          | 70 | 23               | 29               | 52               | 70               | 11               | 6 | 8                    | 14                   | 8                    |                      |                      |
| 2005      | Océanic de Rimouski               | Coupe Memorial | -  | -                | -                | -                | -                | 5                | 0 | 0                    | 0                    | 4                    |                      |                      |
| 2005-2006 | Rocket de l'Île-du-Prince-Édouard | LHJMQ          | 58 | 29               | 38               | 67               | 74               | 6                | 4 | 7                    | 11                   | 12                   |                      |                      |
| 2006-2007 | Condors de Bakersfield            | ECHL           | 2  | 0                | 0                | 0                | 15               | -                | - | -                    | -                    | -                    |                      |                      |
| 2006-2007 | Grizzlies de l'Utah               | ECHL           | 52 | 17               | 16               | 33               | 51               | -                | - | -                    | -                    | -                    |                      |                      |
| 2007-2008 | Basingstoke Bison                 | EIHL           | 64 | 29               | 31               | 60               | 26               | -                | - | -                    | -                    | -                    |                      |                      |
| 2008-2009 | Basingstoke Bison                 | EIHL           | 37 | 19               | 19               | 38               | 18               | -                | - | -                    | -                    | -                    |                      |                      |
| 2008-2009 | CRS Express de Saint-Georges      | LNAH           | 10 | 2                | 2                | 4                | 9                | 7                | 0 | 2                    | 2                    | 0                    |                      |                      |